# 纳瓦伦加
纳瓦伦加，是西班牙卡斯蒂利亚-莱昂阿维拉省的一个市镇。 总面积74km2, 总人口2011人（2001年），人口密度27人/km2。